# Lillian West
Lillian West (15 de marzo de 1886 – 23 de abril de 1970) fue una actriz estadounidense. Apareció en 104 películas entre 1916 y 1958. West nació en Nueva York, Nueva York y murió en Los Ángeles, California.

## Filmografía
- Shadows (1916)
- Vengeance of the Dead (1917)
- The Hidden Children (1917)
- The Gown of Destiny (1917)
- Limousine Life (1918)
- Society for Sale (1918)
- Everywoman's Husband (1918)
- Ravished Armenia (1919)
- Prudence on Broadway (1919)
- The Island of Intrigue (1919)
- Paid Back (1922)
- 7th Heaven (1927)
- The Right to Love (1930)
- Sinister Hands (1932)
- Wives Never Know (1936)
- Where Danger Lives (1950)